# Coupe de la Ligue anglaise de football 2024-2025
Navigation
Édition précédente Édition suivante
La Coupe de la Ligue anglaise 2024-2025 est la 65e édition de la compétition. Le vainqueur est qualifié pour les barrages de la Ligue Conférence 2025-2026.
Le premier tour commence le 14 août 2024 et la finale est prévue le 16 mars 2025, à Wembley. La dernière édition a vu Liverpool FC remporter son 10e titre contre Chelsea FC.
Le Newcastle United Football Club remporte sa première Coupe de la Ligue anglaise en s'imposant en finale face au Liverpool Football Club par 2 buts à 1, mettant ainsi fin à une disette de trophées nationaux de 70 ans.

## Clubs participants
Au total l'ensemble des clubs des quatre premières divisions anglaises (Premier League, Championship, League One et League Two) participent à cette édition, soit 92 clubs.

### Distribution
La coupe est organisée de telle façon qu'il ne reste que 32 clubs au 3e tour. 70 des 72 clubs de l'English Football League (niveaux 2 à 4) entrent en lice au 1er tour. Au 2e tour, les 12 clubs de Premier League non engagés dans des compétitions européennes, ainsi que les 18e et 19e de Premier League 2023-24 entrent en lice. Au 3e tour, les 7 clubs de Premier League européens (7) font leurs débuts dans la compétition.
| Clubs de Premier League (20) | Clubs de Championship (24) | Clubs de League One (24) | Clubs de League Two (24) |
| arrivent au 3e tour          | arrivent au 2e tour        | arrivent au 1er tour     | arrivent au 1er tour     |
| ---------------------------- | -------------------------- | ------------------------ | ------------------------ |
| Manchester City              | Luton Town                 | Birmingham City          | Cheltenham Town          |
| Arsenal FC                   | Burnley FC                 | Huddersfield Town        | Fleetwood Town           |
| Liverpool FC T               | arrivent au 1er tour       | Rotherham United         | Port Vale                |
| Aston Villa                  | Sheffield United           | Bolton Wanderers         | Carlisle United          |
| Tottenham Hotspur            | Leeds United               | Peterborough United      | Milton Keynes Dons       |
| Chelsea FC                   | West Bromwich Albion       | Barnsley FC              | Doncaster Rovers         |
| Manchester United            | Norwich City               | Lincoln City             | Crewe Alexandra          |
| arrivent au 2e tour          | Middlesbrough FC           | Stevenage FC             | Bradford City            |
| Newcastle United             | Hull City                  | Blackpool FC             | Barrow AFC               |
| West Ham United              | Coventry City              | Wycombe Wanderers        | AFC Wimbledon            |
| Crystal Palace               | Preston North End          | Leyton Orient            | Walsall FC               |
| Brighton & Hove Albion       | Bristol City               | Wigan Athletic           | Gillingham FC            |
| AFC Bournemouth              | Cardiff City               | Exeter City              | Harrogate Town           |
| Fulham FC                    | Millwall FC                | Northampton Town         | Notts County             |
| Wolverhampton Wanderers      | Swansea City               | Bristol Rovers           | Morecambe FC             |
| Everton FC                   | Watford FC                 | Reading FC               | Tranmere Rovers          |
| Brentford FC                 | Sunderland AFC             | Charlton Athletic        | Accrington Stanley       |
| Nottingham Forest            | Stoke City                 | Cambridge United         | Newport County           |
| Leicester City               | Queens Park Rangers        | Shrewsbury Town          | Swindon Town             |
| Ipswich Town                 | Blackburn Rovers           | Burton Albion            | Salford City             |
| Southampton FC               | Sheffield Wednesday        | Stockport County         | Grimsby Town             |
|                              | Plymouth Argyle            | Wrexham AFC              | Colchester United        |
| Portsmouth FC                | Mansfield Town             | Chesterfield FC          |                          |
| Derby County                 | Crawley Town               | Bromley FC               |                          |
| Oxford United                |                            |                          |                          |

## Calendrier
Les clubs participants rentrent tout au long de la compétition selon leur niveau. Au total, 92 clubs participent à cette édition.
| Tour                                                                              | Nom                             | Dates retenues                                                               | Équipes entrantes | Équipes participantes | Équipes gagnantes |
| (2024)                                                                            |                                 |                                                                              |                   |                       |                   |
| Entrée de 70 clubs de Championship, League One et League Two                      |                                 |                                                                              |                   |                       |                   |
| 1                                                                                 | Premier tour                    | mardi 13 et mercredi 14 août                                                 | 70                | 70                    | 35                |
| Entrée des 13 clubs non-européens de Premier League et de 2 clubs de Championship |                                 |                                                                              |                   |                       |                   |
| 2                                                                                 | Deuxième tour                   | mardi 27 et mercredi 28 août                                                 | 15                | 50                    | 25                |
| Entrée des 7 clubs européens de Premier League                                    |                                 |                                                                              |                   |                       |                   |
| 3                                                                                 | Troisième tour (1/16 de finale) | mercredi 18 et mercredi 25 septembre                                         | 7                 | 32                    | 16                |
| 4                                                                                 | Quatrième tour (1/8 de finale)  | mardi 29 et mercredi 30 octobre                                              | -                 | 16                    | 8                 |
| 5                                                                                 | Cinquième tour (1/4 de finale)  | mercredi 18 et jeudi 19 décembre                                             | -                 | 8                     | 4                 |
| (2025)                                                                            |                                 |                                                                              |                   |                       |                   |
| 6                                                                                 | Demi-finales                    | Aller : mardi 7 et mercredi 8 janvier Retour : mardi 4 et mercredi 5 février | -                 | 4                     | 2                 |
| 7                                                                                 | Finale au Stade de Wembley      | dimanche 16 mars                                                             | -                 | 2                     | 1                 |

## Résultats

### Premier tour
Le tirage au sort de ce tour est divisé sur une base géographique en sections « nord » et « sud ». Les équipes sont opposées à une équipe de la même section.
Le tirage au sort a lieu le 27 juin 2024.

#### Section nord
| 13 août 2024 | Stockport County (3)    | 1 - 6   | Blackburn Rovers (2) |                                                                    |                                                                    |
| 20h30        | Buckley 67e (csc)       | (0 - 4) | 8e 25e Szmodics ( Sigurðsson) ( Pickering) · 22e Weimann · 31e Ohashi ( Buckley) · 72e Gueye ( Buckley) · 88e Vale ( Ohashi) | Edgeley Park, Stockport Spectateurs : 5 790 Arbitrage : Ross Joyce | Edgeley Park, Stockport Spectateurs : 5 790 Arbitrage : Ross Joyce |
| 20h30        | Cina 47e · Bailey 90+2e | Rapport | | Edgeley Park, Stockport Spectateurs : 5 790 Arbitrage : Ross Joyce | Edgeley Park, Stockport Spectateurs : 5 790 Arbitrage : Ross Joyce |

| 13 août 2024 | Carlisle United (4) | 0 - 2   | Stoke City (2)                              |                                                                  |                                                                  |
| 20h30        |                     | (0 - 0) | 48e Anderson ( Baker) · 79e Tezgel ( Gooch) | Brunton Park, Carlisle Spectateurs : 4 441 Arbitrage : Ben Toner | Brunton Park, Carlisle Spectateurs : 4 441 Arbitrage : Ben Toner |
| 20h30        | Rapport             |         |                                             | Brunton Park, Carlisle Spectateurs : 4 441 Arbitrage : Ben Toner | Brunton Park, Carlisle Spectateurs : 4 441 Arbitrage : Ben Toner |

| 13 août 2024 | Salford City (4)                                                     | 0 - 2   | Doncaster Rovers (4)                               |                                                                    |                                                                    |
| 20h45        |                                                                      | (0 - 1) | 21e Sharp ( Westbrooke) · 90+1e Molyneux ( Gibson) | Moor Lane, Salford Spectateurs : 1 328 Arbitrage : Seb Stockbridge | Moor Lane, Salford Spectateurs : 1 328 Arbitrage : Seb Stockbridge |
| 20h45        | Chesters 39e · Chester 62e · Negru 83e · N'Mai 90+2e · Edwards 90+5e | Rapport | 59e Senior · 70e Yeboah                            | Moor Lane, Salford Spectateurs : 1 328 Arbitrage : Seb Stockbridge | Moor Lane, Salford Spectateurs : 1 328 Arbitrage : Seb Stockbridge |

| 13 août 2024 | Rotherham United (3)                               | 2 - 1   | Crewe Alexandra (4) |                                                                          |                                                                          |
| 20h45        | ( Powell) Nombe 55e · ( Clarke-Harris) Odoffin 86e | (0 - 0) | 50e Holíček         | New York Stadium, Rotherham Spectateurs : 2 182 Arbitrage : Scott Oldham | New York Stadium, Rotherham Spectateurs : 2 182 Arbitrage : Scott Oldham |
| 20h45        | Raggett 1e                                         | Rapport | 54e Lunt            | New York Stadium, Rotherham Spectateurs : 2 182 Arbitrage : Scott Oldham | New York Stadium, Rotherham Spectateurs : 2 182 Arbitrage : Scott Oldham |

| 13 août 2024 | Barrow AFC (4)                                                        | 3 - 2   | Port Vale (4)                 |                                                                                |                                                                                |
| 20h45        | ( Vassell) Garner 1re · ( Gotts) Acquah 70e · ( Campbell) Jackson 76e | (1 - 1) | 26e Paton · 66e Sang ( Tolaj) | Holker Street, Barrow-in-Furness Spectateurs : 1 711 Arbitrage : Scott Jackson | Holker Street, Barrow-in-Furness Spectateurs : 1 711 Arbitrage : Scott Jackson |
| 20h45        | Campbell 41e · Jackson 49e                                            | Rapport | 48e Plant                     | Holker Street, Barrow-in-Furness Spectateurs : 1 711 Arbitrage : Scott Jackson | Holker Street, Barrow-in-Furness Spectateurs : 1 711 Arbitrage : Scott Jackson |

| 13 août 2024 | Burton Albion (3)        | 0 - 4   | Blackpool FC (3)                                                              |                                                                                 |                                                                                 |
| 20h45        |                          | (0 - 0) | 69e Finnigan ( Ashworth) · 76e 81e Pennington ( Apter) · 90+1e Evans ( Apter) | Pirelli Stadium, Burton upon Trent Spectateurs : 1 522 Arbitrage : Matt Corlett | Pirelli Stadium, Burton upon Trent Spectateurs : 1 522 Arbitrage : Matt Corlett |
| 20h45        | Sweeney 11e · Chauke 48e | Rapport |                                                                               | Pirelli Stadium, Burton upon Trent Spectateurs : 1 522 Arbitrage : Matt Corlett | Pirelli Stadium, Burton upon Trent Spectateurs : 1 522 Arbitrage : Matt Corlett |

| 13 août 2024 | Tranmere Rovers (4)                                            | 3 - 0   | Accrington Stanley (4)                                        |                                                                        |                                                                        |
| 20h45        | ( Patrick) Saunders 3e · Williams 45e · ( Solomon) Patrick 71e | (2 - 0) |                                                               | Prenton Park, Birkenhead Spectateurs : 2 288 Arbitrage : Scott Simpson | Prenton Park, Birkenhead Spectateurs : 2 288 Arbitrage : Scott Simpson |
| 20h45        | Wood 90+1e                                                     | Rapport | 29e Kelly · 44e Whalley · 69e O'Brien · 72e Quirk · 88e Woods | Prenton Park, Birkenhead Spectateurs : 2 288 Arbitrage : Scott Simpson | Prenton Park, Birkenhead Spectateurs : 2 288 Arbitrage : Scott Simpson |

| 13 août 2024 | Fleetwood Town (4)                            | 2 - 1   | West Bromwich Albion (2)  |                                                                         |                                                                         |
| 20h45        | ( Mayor) Graydon 12e · ( Virtue) Coughlan 33e | (2 - 1) | 8e Faal ( Cole)           | Highbury Stadium, Fleetwood Spectateurs : 2 611 Arbitrage : Thomas Kirk | Highbury Stadium, Fleetwood Spectateurs : 2 611 Arbitrage : Thomas Kirk |
| 20h45        | Mayor 72e · Broom 79e                         | Rapport | 51e Frabotta · 85e Nelson | Highbury Stadium, Fleetwood Spectateurs : 2 611 Arbitrage : Thomas Kirk | Highbury Stadium, Fleetwood Spectateurs : 2 611 Arbitrage : Thomas Kirk |

| 13 août 2024 | Shrewsbury Town (3)                                  | 3 - 3 4 - 3 t. a. b. | Notts County (4)                                                   |                                                                         |                                                                         |
| 20h45        | Kayode 68e · ( O'Reilly) ( Rossiter) Shipley 71e 84e | (0 - 2)              | 4e Grant ( Jones · 23e Austin ( McGoldrick) · 89e Jatta ( Crowley) | New Meadow, Shrewsbury Spectateurs : 2 914 Arbitrage : Benjamin Speedie | New Meadow, Shrewsbury Spectateurs : 2 914 Arbitrage : Benjamin Speedie |
| 20h45        | Hoole 87e · Rossiter 90+1e                           | Rapport              | 81e McGoldrick ·                                                   | New Meadow, Shrewsbury Spectateurs : 2 914 Arbitrage : Benjamin Speedie | New Meadow, Shrewsbury Spectateurs : 2 914 Arbitrage : Benjamin Speedie |
| 20h45        | Shipley · Biggins · Lloyd · Bloxham · Benning        | Tirs au but 4 - 3    | McGoldrick · Crowley · Edwards · Scott · Jatta                     | New Meadow, Shrewsbury Spectateurs : 2 914 Arbitrage : Benjamin Speedie | New Meadow, Shrewsbury Spectateurs : 2 914 Arbitrage : Benjamin Speedie |

| 13 août 2024 | Lincoln City (3)  | 1 - 2   | Harrogate Town (4)               |                                                                   |                                                                   |
| 20h45        | Makama 85e (pen.) | (0 - 0) | 49e Folarin ( Taylor) · 61e Daly | Sincil Bank, Lincoln Spectateurs : 3 507 Arbitrage : Scott Tallis | Sincil Bank, Lincoln Spectateurs : 3 507 Arbitrage : Scott Tallis |
| 20h45        | Moylan 57e        | Rapport | 56e Sutton                       | Sincil Bank, Lincoln Spectateurs : 3 507 Arbitrage : Scott Tallis | Sincil Bank, Lincoln Spectateurs : 3 507 Arbitrage : Scott Tallis |

| 13 août 2024 | Derby County (2)                    | 2 - 1   | Chesterfield FC (4)  |                                                                         |                                                                         |
| 20h45        | ( Brown) Thompson 38e · Jackson 68e | (1 - 1) | 29e Dobra ( Quigley) | Pride Park Stadium, Derby Spectateurs : 8 538 Arbitrage : Leigh Doughty | Pride Park Stadium, Derby Spectateurs : 8 538 Arbitrage : Leigh Doughty |
| 20h45        |                                     | Rapport | 86e Daley-Campbell   | Pride Park Stadium, Derby Spectateurs : 8 538 Arbitrage : Leigh Doughty | Pride Park Stadium, Derby Spectateurs : 8 538 Arbitrage : Leigh Doughty |

| 13 août 2024 | Bolton Wanderers (3)                                                         | 1 - 1 5 - 4 t. a. b. | Mansfield Town (3)                                                |                                                                                   |                                                                                   |
| 20h45        | Thomason 68e                                                                 | (0 - 0)              | 83e Keillor-Dunn ( Boateng)                                       | University of Bolton Stadium, Bolton Spectateurs : 4 131 Arbitrage : Adam Herczeg | University of Bolton Stadium, Bolton Spectateurs : 4 131 Arbitrage : Adam Herczeg |
| 20h45        | Johnston 39e · McAtee 41e                                                    | Rapport              | 28e MacDonald · 67e Oshilaja · 78e Boateng · 90+3e Keillor-Dunn · | University of Bolton Stadium, Bolton Spectateurs : 4 131 Arbitrage : Adam Herczeg | University of Bolton Stadium, Bolton Spectateurs : 4 131 Arbitrage : Adam Herczeg |
| 20h45        | Adeboyejo · Thomason · Collins · Williams · Charles · Matete · Dacres-Cogley | Tirs au but 5 - 4    | Bowery · Gregory · Hewitt · Boateng · Lewis · MacDonald · Swan    | University of Bolton Stadium, Bolton Spectateurs : 4 131 Arbitrage : Adam Herczeg | University of Bolton Stadium, Bolton Spectateurs : 4 131 Arbitrage : Adam Herczeg |

| 13 août 2024 | Preston North End (2)                    | 2 - 0   | Sunderland AFC (2) |                                                                |                                                                |
| 20h45        | ( Potts) Ledson 37e · Frøkjær-Jensen 70e | (1 - 0) |                    | Deepdale, Preston Spectateurs : 7 231 Arbitrage : Oliver Yates | Deepdale, Preston Spectateurs : 7 231 Arbitrage : Oliver Yates |
| 20h45        | Brady 31e                                | Rapport | 25e Hjelde         | Deepdale, Preston Spectateurs : 7 231 Arbitrage : Oliver Yates | Deepdale, Preston Spectateurs : 7 231 Arbitrage : Oliver Yates |

| 13 août 2024 | Sheffield United (2)                                               | 4 - 2   | Wrexham AFC (3)                         |                                                                       |                                                                       |
| 21h00        | ( Peck) Trusty 35e · Brunt 57e (csc) · Marsh 69e · Ben Slimane 85e | (1 - 1) | 29e Boyle ( Scarr) · 90+3e Revan ( Lee) | Bramall Lane, Sheffield Spectateurs : 11 446 Arbitrage : Keith Stroud | Bramall Lane, Sheffield Spectateurs : 11 446 Arbitrage : Keith Stroud |
| 21h00        | Peck 90+4e                                                         | Rapport | 42e McClean · 90+4e Marriott            | Bramall Lane, Sheffield Spectateurs : 11 446 Arbitrage : Keith Stroud | Bramall Lane, Sheffield Spectateurs : 11 446 Arbitrage : Keith Stroud |

| 13 août 2024 | Huddersfield Town (3)                                         | 3 - 0   | Morecambe FC (4)             |                                                                             |                                                                             |
| 20h45        | Headley 1re · ( Sørensen) Marshall 38e · ( Marshall) Ward 43e | (3 - 0) |                              | Kirklees Stadium, Huddersfield Spectateurs : 5 111 Arbitrage : Simon Mather | Kirklees Stadium, Huddersfield Spectateurs : 5 111 Arbitrage : Simon Mather |
| 20h45        |                                                               | Rapport | 14e Angol · 52e, 75e Harrack | Kirklees Stadium, Huddersfield Spectateurs : 5 111 Arbitrage : Simon Mather | Kirklees Stadium, Huddersfield Spectateurs : 5 111 Arbitrage : Simon Mather |

| 13 août 2024 | Wigan Athletic (3)                 | 1 - 1 2 - 4 t. a. b. | Barnsley FC (3)                               |                                                               |                                                               |
| 20h45        | Aasgaard 35e (pen.)                | (1 - 0)              | 48e Pines ( Gent)                             | DW Stadium, Wigan Spectateurs : 1 990 Arbitrage : Will Finnie | DW Stadium, Wigan Spectateurs : 1 990 Arbitrage : Will Finnie |
| 20h45        | Carragher 21e                      | Rapport              | 17e Vimal Yoganathan · 55e Cotter ·           | DW Stadium, Wigan Spectateurs : 1 990 Arbitrage : Will Finnie | DW Stadium, Wigan Spectateurs : 1 990 Arbitrage : Will Finnie |
| 20h45        | Aasgaard · Jones · Stones · McHugh | Tirs au but 2 - 4    | Phillips · Connell · Earl · Watters · Russell | DW Stadium, Wigan Spectateurs : 1 990 Arbitrage : Will Finnie | DW Stadium, Wigan Spectateurs : 1 990 Arbitrage : Will Finnie |

| 13 août 2024 | Grimsby Town (4)                                                                             | 1 - 1 9 - 8 t. a. b. | Bradford City (4)                                                                             |                                                                    |                                                                    |
| 20h45        | ( Green) Wilson 36e                                                                          | (1 - 0)              | 76e Cook ( Oduor)                                                                             | Blundell Park, Grimsby Spectateurs : 3 082 Arbitrage : David Coote | Blundell Park, Grimsby Spectateurs : 3 082 Arbitrage : David Coote |
| 20h45        | Green 75e                                                                                    | Rapport              | 84e Baldwin ·                                                                                 | Blundell Park, Grimsby Spectateurs : 3 082 Arbitrage : David Coote | Blundell Park, Grimsby Spectateurs : 3 082 Arbitrage : David Coote |
| 20h45        | Green · Davies · Vernam · Cass · Gardner · Ainley · Eastwood · McJannet · Khouri · McEachran | Tirs au but 9 - 8    | Smallwood · Halliday · Oduor · Sarcevic · Cook · Young · Baldwin · Shepherd · Pointon · Byrne | Blundell Park, Grimsby Spectateurs : 3 082 Arbitrage : David Coote | Blundell Park, Grimsby Spectateurs : 3 082 Arbitrage : David Coote |

| 14 août 2024 | Hull City (2)     | 1 - 2   | Sheffield Wednesday (2)    |                                                                           |                                                                           |
| 20h45        | ( Ömür) Mehlem 9e | (1 - 2) | 1re 10e McNeill ( Smith)   | MKM Stadium, Kingston upon Hull Spectateurs : 9 281 Arbitrage : Tom Nield | MKM Stadium, Kingston upon Hull Spectateurs : 9 281 Arbitrage : Tom Nield |
| 20h45        | McLoughlin 90+1e  | Rapport | 36e Ihiekwe · 86e Valentín | MKM Stadium, Kingston upon Hull Spectateurs : 9 281 Arbitrage : Tom Nield | MKM Stadium, Kingston upon Hull Spectateurs : 9 281 Arbitrage : Tom Nield |

| 14 août 2024 | Leeds United (2)                        | 0 - 3   | Middlesbrough FC (2)                                          |                                                                       |                                                                       |
| 21h00        |                                         | (0 - 0) | 50e Dijksteel ( Howson) · 60e Burgzorg ( Coburn) · 67e Coburn | Elland Road, Leeds Spectateurs : 35 150 Arbitrage : Anthony Backhouse | Elland Road, Leeds Spectateurs : 35 150 Arbitrage : Anthony Backhouse |
| 21h00        | Byram 35e · Firpo 45+4e · Struijk 90+2e | Rapport | 25e Howson · 69e Ayling · 76e Gilbert                         | Elland Road, Leeds Spectateurs : 35 150 Arbitrage : Anthony Backhouse | Elland Road, Leeds Spectateurs : 35 150 Arbitrage : Anthony Backhouse |

#### Section sud
| 13 août 2024 | Leyton Orient (3)                                                                               | 4 - 1   | Newport County (4)    |                                                                    |                                                                    |
| 20h30        | ( Sweeney) Agyei 1re · ( Clare) Jaiyesimi 45+7e · ( O'Neill) Cooper 51e · ( Perkins) Kelman 74e | (2 - 0) | 61e Clarke ( Glennon) | Brisbane Road, Londres Spectateurs : 2 141 Arbitrage : Craig Hicks | Brisbane Road, Londres Spectateurs : 2 141 Arbitrage : Craig Hicks |
| 20h30        | Warrington 60e                                                                                  | Rapport | 64e Jameson           | Brisbane Road, Londres Spectateurs : 2 141 Arbitrage : Craig Hicks | Brisbane Road, Londres Spectateurs : 2 141 Arbitrage : Craig Hicks |

| 13 août 2024 | Cambridge United (3)   | 1 - 2   | Queens Park Rangers (2)                |                                                                      |                                                                      |
| 20h45        | Digby 57e              | (0 - 2) | 13e Frey ( Lloyd) · 36e Smyth ( Dunne) | Abbey Stadium, Cambridge Spectateurs : 4 529 Arbitrage : Paul Howard | Abbey Stadium, Cambridge Spectateurs : 4 529 Arbitrage : Paul Howard |
| 20h45        | Brophy 9e · Kaikai 68e | Rapport | 45+1e Andersen · 81e Bennie            | Abbey Stadium, Cambridge Spectateurs : 4 529 Arbitrage : Paul Howard | Abbey Stadium, Cambridge Spectateurs : 4 529 Arbitrage : Paul Howard |

| 13 août 2024 | Walsall FC (4)                                | 1 - 1 4 - 3 t. a. b. | Exeter City (3)                                    |                                                                     |                                                                     |
| 20h45        | ( Earing) Jellis 90+3e                        | (0 - 1)              | 40e Alli ( Watts)                                  | Bescot Stadium, Walsall Spectateurs : 2 352 Arbitrage : Jacob Miles | Bescot Stadium, Walsall Spectateurs : 2 352 Arbitrage : Jacob Miles |
| 20h45        | Stirk 90+4e                                   | Rapport              | 50e Cole ·                                         | Bescot Stadium, Walsall Spectateurs : 2 352 Arbitrage : Jacob Miles | Bescot Stadium, Walsall Spectateurs : 2 352 Arbitrage : Jacob Miles |
| 20h45        | Earing · Okagbue · Matt · L.Gordon · J.Gordon | Tirs au but 4 - 3    | Magennis · Niskanen · Alli · Fitzwater · Aitchison | Bescot Stadium, Walsall Spectateurs : 2 352 Arbitrage : Jacob Miles | Bescot Stadium, Walsall Spectateurs : 2 352 Arbitrage : Jacob Miles |

| 13 août 2024 | Crawley Town (3)                                                                        | 4 - 2   | Swindon Town (4)                           |                                                                          |                                                                          |
| 20h45        | ( Roles) Adeyemo 34e · ( Quitirna) ( Khaleel) Adeyemo 56e 88e · ( Quitirna) Khaleel 89e | (1 - 0) | 60e Ofoborh ( Glatzel) · 66e Smith ( King) | Broadfield Stadium, Crawley Spectateurs : 2 396 Arbitrage : Ben Atkinson | Broadfield Stadium, Crawley Spectateurs : 2 396 Arbitrage : Ben Atkinson |
| 20h45        | Khaleel 70e · Roles 78e · Flint 86e                                                     | Rapport | 90+6e Smith                                | Broadfield Stadium, Crawley Spectateurs : 2 396 Arbitrage : Ben Atkinson | Broadfield Stadium, Crawley Spectateurs : 2 396 Arbitrage : Ben Atkinson |

| 13 août 2024 | Oxford United (2)                     | 2 - 0   | Peterborough United (3) |                                                                         |                                                                         |
| 20h45        | Goodrham 20e · ( Sibley) Phillips 41e | (2 - 0) |                         | Kassam Stadium, Oxford Spectateurs : 3 693 Arbitrage : Geoff Eltringham | Kassam Stadium, Oxford Spectateurs : 3 693 Arbitrage : Geoff Eltringham |
| 20h45        | Goodrham 33e                          | Rapport | 65e Curtis              | Kassam Stadium, Oxford Spectateurs : 3 693 Arbitrage : Geoff Eltringham | Kassam Stadium, Oxford Spectateurs : 3 693 Arbitrage : Geoff Eltringham |

| 13 août 2024 | Norwich City (2)                                                                        | 4 - 3   | Stevenage FC (3)                                             |                                                                  |                                                                  |
| 20h45        | ( Hernández) Kamara 26e · ( Stacey) ( Amankwah) Hernández 35e 60e · ( Kamara) Sainz 48e | (2 - 2) | 28e Goode ( White) · 45+1e Appéré ( White) · 88e (csc) Hills | Carrow Road, Norwich Spectateurs : 13 054 Arbitrage : Sunny Gill | Carrow Road, Norwich Spectateurs : 13 054 Arbitrage : Sunny Gill |
| 20h45        | Long 25e · Forsyth 75e                                                                  | Rapport | 18e White                                                    | Carrow Road, Norwich Spectateurs : 13 054 Arbitrage : Sunny Gill | Carrow Road, Norwich Spectateurs : 13 054 Arbitrage : Sunny Gill |

| 13 août 2024 | Bromley FC (4)           | 1 - 2   | AFC Wimbledon (4)                                      |                                                                |                                                                |
| 20h45        | ( Topalloj) Amantchi 19e | (1 - 1) | 24e Kelly ( Hippolyte) · 61e Pigott ( Tilley)          | Hayes Lane, Bromley Spectateurs : 3 677 Arbitrage : Carl Brook | Hayes Lane, Bromley Spectateurs : 3 677 Arbitrage : Carl Brook |
| 20h45        |                          | Rapport | 58e Reeves · 62e Hippolyte · 83e Johnson · 89e Maycock | Hayes Lane, Bromley Spectateurs : 3 677 Arbitrage : Carl Brook | Hayes Lane, Bromley Spectateurs : 3 677 Arbitrage : Carl Brook |

| 13 août 2024 | Portsmouth FC (2)    | 0 - 1   | Millwall FC (2)      |                                                                           |                                                                           |
| 20h45        |                      | (0 - 1) | 13e Esse ( Honeyman) | Fratton Park, Portsmouth Spectateurs : 13 913 Arbitrage : Dean Whitestone | Fratton Park, Portsmouth Spectateurs : 13 913 Arbitrage : Dean Whitestone |
| 20h45        | Whyte 45e · Lang 86e | Rapport | 81e Roberts          | Fratton Park, Portsmouth Spectateurs : 13 913 Arbitrage : Dean Whitestone | Fratton Park, Portsmouth Spectateurs : 13 913 Arbitrage : Dean Whitestone |

| 13 août 2024 | Northampton Town (3) | 0 - 2   | Wycombe Wanderers (3)               |                                                                              |                                                                              |
| 20h45        |                      | (0 - 2) | 9e Udoh ( Kone) · 45+1e (csc) Mbete | Sixfields Stadium, Northampton Spectateurs : 2 012 Arbitrage : Declan Bourne | Sixfields Stadium, Northampton Spectateurs : 2 012 Arbitrage : Declan Bourne |
| 20h45        | Pinnock 90+7e        | Rapport | 25e, 78e Hartridge                  | Sixfields Stadium, Northampton Spectateurs : 2 012 Arbitrage : Declan Bourne | Sixfields Stadium, Northampton Spectateurs : 2 012 Arbitrage : Declan Bourne |

| 13 août 2024 | Bristol City (2)               | 0 - 1   | Coventry City (2)       |                                                                          |                                                                          |
| 20h45        |                                | (0 - 0) | 65e Simms ( Palmer)     | Ashton Gate Stadium, Bristol Spectateurs : 10 940 Arbitrage : James Bell | Ashton Gate Stadium, Bristol Spectateurs : 10 940 Arbitrage : James Bell |
| 20h45        | Naismith 29e · Armstrong 90+4e | Rapport | 7e Dasilva · 89e Palmer | Ashton Gate Stadium, Bristol Spectateurs : 10 940 Arbitrage : James Bell | Ashton Gate Stadium, Bristol Spectateurs : 10 940 Arbitrage : James Bell |

| 13 août 2024 | Cardiff City (2)                                  | 2 - 0   | Bristol Rovers (3) |                                                                                  |                                                                                  |
| 20h45        | ( Tanner) McGuinness 68e · ( Evans) Colwill 90+1e | (0 - 0) |                    | Cardiff City Stadium, Cardiff Spectateurs : 5 718 Arbitrage : Charles Breakspear | Cardiff City Stadium, Cardiff Spectateurs : 5 718 Arbitrage : Charles Breakspear |
| 20h45        | McGuinness 32e                                    | Rapport | 77e Anthony        | Cardiff City Stadium, Cardiff Spectateurs : 5 718 Arbitrage : Charles Breakspear | Cardiff City Stadium, Cardiff Spectateurs : 5 718 Arbitrage : Charles Breakspear |

| 13 août 2024 | Charlton Athletic (3)     | 0 - 1   | Birmingham City (3)               |                                                                    |                                                                    |
| 20h45        |                           | (0 - 1) | 32e Khela ( Anderson)             | The Valley, Londres Spectateurs : 5 899 Arbitrage : Alex Chilowicz | The Valley, Londres Spectateurs : 5 899 Arbitrage : Alex Chilowicz |
| 20h45        | Gillesphey 6e · Berry 15e | Rapport | 27e Anderson · 53e, 78e Sanderson | The Valley, Londres Spectateurs : 5 899 Arbitrage : Alex Chilowicz | The Valley, Londres Spectateurs : 5 899 Arbitrage : Alex Chilowicz |

| 13 août 2024 | Watford FC (2)                                                            | 5 - 0   | Milton Keynes Dons (4) |                                                                    |                                                                    |
| 20h45        | ( Ince) Pollock 24e · ( Andrews) Ince 45+1e 67e 74e · ( Larouci) Baah 64e | (2 - 0) |                        | Vicarage Road, Watford Spectateurs : 6 885 Arbitrage : Lewis Smith | Vicarage Road, Watford Spectateurs : 6 885 Arbitrage : Lewis Smith |
| 20h45        | Sierralta 70e                                                             | Rapport | 90e Williams           | Vicarage Road, Watford Spectateurs : 6 885 Arbitrage : Lewis Smith | Vicarage Road, Watford Spectateurs : 6 885 Arbitrage : Lewis Smith |

| 13 août 2024 | Swansea City (2)                                                      | 3 - 1   | Gillingham FC (4)       |                                                                         |                                                                         |
| 20h45        | ( Cooper) Ronald 24e · ( Key) Cullen 24e · ( Eom J.-S.) Abdulai 90+6e | (1 - 0) | 87e Hawkins ( McKenzie) | Swansea.com Stadium, Swansea Spectateurs : 6 019 Arbitrage : David Rock | Swansea.com Stadium, Swansea Spectateurs : 6 019 Arbitrage : David Rock |
| 20h45        | Pedersen 19e · Abdulai 50e                                            | Rapport | 51e Williams            | Swansea.com Stadium, Swansea Spectateurs : 6 019 Arbitrage : David Rock | Swansea.com Stadium, Swansea Spectateurs : 6 019 Arbitrage : David Rock |

| 13 août 2024 | Colchester United (4)                 | 2 - 2 4 - 3 t. a. b. | Reading FC (3)                                    |                                                                                    |                                                                                    |
| 20h45        | ( Payne) Hopper 3e · Payne 55e (pen.) | (1 - 0)              | 65e Savage · 73e Wing                             | Colchester Community Stadium, Colchester Spectateurs : 3 123 Arbitrage : Neil Hair | Colchester Community Stadium, Colchester Spectateurs : 3 123 Arbitrage : Neil Hair |
| 20h45        | Kelleher 90+9e · Ihionvien 90+9e      | Rapport              | 28e Kanu · 46e Savage ·                           | Colchester Community Stadium, Colchester Spectateurs : 3 123 Arbitrage : Neil Hair | Colchester Community Stadium, Colchester Spectateurs : 3 123 Arbitrage : Neil Hair |
| 20h45        | Ihionvien · Read · Oni · Gordon       | Tirs au but 4 - 3    | Wareham · Ehibhatiomhan · Bindon · Wing · Mbengue | Colchester Community Stadium, Colchester Spectateurs : 3 123 Arbitrage : Neil Hair | Colchester Community Stadium, Colchester Spectateurs : 3 123 Arbitrage : Neil Hair |

| 14 août 2024 | Plymouth Argyle (2)                                    | 3 - 0   | Cheltenham Town (4)  |                                                                 |                                                                 |
| 20h45        | Waine 62e · ( Cissoko) Hardie 81e · ( Mumba) Bundu 84e | (0 - 0) |                      | Home Park, Plymouth Spectateurs : 12 058 Arbitrage : Tom Reeves | Home Park, Plymouth Spectateurs : 12 058 Arbitrage : Tom Reeves |
| 20h45        | Szűcs 86e                                              | Rapport | 19e Pett · 61e Payne | Home Park, Plymouth Spectateurs : 12 058 Arbitrage : Tom Reeves | Home Park, Plymouth Spectateurs : 12 058 Arbitrage : Tom Reeves |

### Deuxième tour
Le tirage au sort de ce tour est divisé sur une base géographique en sections « nord » et « sud ». Les équipes sont opposées à une équipe de la même section. Les équipes de Premier League qui ne disputent pas de compétition européenne entrent en lice lors de ce tour ainsi que les deux meilleurs relégués de Championship.
Le tirage au sort a lieu le 14 août 2024.

#### Section nord
| 27 août 2024 | Middlesbrough FC (2) | 0 - 5   | Stoke City (2)                                                                             |                                                                                    |                                                                                    |
| 20h15        |                      | (0 - 1) | 14e Tezgel ( Koumas) · 57e Mmaee ( Moran) · 60e Koumas ( Bocat) · 65e 69e Manhoef ( Moran) | Riverside Stadium, Middlesbrough Spectateurs : 17 408 Arbitrage : Geoff Eltringham | Riverside Stadium, Middlesbrough Spectateurs : 17 408 Arbitrage : Geoff Eltringham |
| 20h15        | McCabe 77e           | Rapport |                                                                                            | Riverside Stadium, Middlesbrough Spectateurs : 17 408 Arbitrage : Geoff Eltringham | Riverside Stadium, Middlesbrough Spectateurs : 17 408 Arbitrage : Geoff Eltringham |

| 27 août 2024 | Grimsby Town (4)      | 1 - 5   | Sheffield Wednesday (2)                                                              |                                                                         |                                                                         |
| 20h45        | McJannett 18e         | (1 - 0) | 53e Ugbo · 54e Lowe ( Ugbo) · 72e 81e Paterson ( Johnson) · 90+3e Valentín ( Bannan) | Blundell Park, Cleethorpes Spectateurs : 6 364 Arbitrage : Matt Corlett | Blundell Park, Cleethorpes Spectateurs : 6 364 Arbitrage : Matt Corlett |
| 20h45        | Hume 38e · Carson 80e | Rapport | 27e Ihiekwe · 68e Windass                                                            | Blundell Park, Cleethorpes Spectateurs : 6 364 Arbitrage : Matt Corlett | Blundell Park, Cleethorpes Spectateurs : 6 364 Arbitrage : Matt Corlett |

| 27 août 2024 | Everton FC (1)                                                           | 3 - 0   | Doncaster Rovers (4) |                                                                      |                                                                      |
| 20h45        | ( Iroegbunam) McNeil 53e · ( O'Brien) Ndiaye 74e · ( Mykolenko) Beto 83e | (0 - 0) |                      | Goodison Park, Liverpool Spectateurs : 37 245 Arbitrage : James Bell | Goodison Park, Liverpool Spectateurs : 37 245 Arbitrage : James Bell |
| 20h45        | Iroegbunam 58e · Young 69e                                               | Rapport | 38e Senior           | Goodison Park, Liverpool Spectateurs : 37 245 Arbitrage : James Bell | Goodison Park, Liverpool Spectateurs : 37 245 Arbitrage : James Bell |

| 27 août 2024 | Blackburn Rovers (2) | 1 - 2   | Blackpool FC (3)                     |                                                                         |                                                                         |
| 20h45        | Gueye 21e (pen.)     | (1 - 0) | 72e Beesley ( Beesley) · 77e Coulson | Ewood Park, Blackburn Spectateurs : 9 418 Arbitrage : Anthony Backhouse | Ewood Park, Blackburn Spectateurs : 9 418 Arbitrage : Anthony Backhouse |
| 20h45        | Vale 40e             | Rapport | 20e Casey · 75e Apter                | Ewood Park, Blackburn Spectateurs : 9 418 Arbitrage : Anthony Backhouse | Ewood Park, Blackburn Spectateurs : 9 418 Arbitrage : Anthony Backhouse |

| 27 août 2024 | Fleetwood Town (4)                                 | 2 - 1   | Rotherham United (3)            |                                                                        |                                                                        |
| 20h45        | ( Virtue) ( Mayor) Graydon 16e 29e                 | (2 - 1) | 2e McCart ( Humphreys)          | Highbury Stadium, Fleetwood Spectateurs : 1 744 Arbitrage : Ross Joyce | Highbury Stadium, Fleetwood Spectateurs : 1 744 Arbitrage : Ross Joyce |
| 20h45        | Wiredu 50e · Lonergan 56e · Virtue 64e · Bonds 87e | Rapport | 86e Odoffin · 88e Clarke-Harris | Highbury Stadium, Fleetwood Spectateurs : 1 744 Arbitrage : Ross Joyce | Highbury Stadium, Fleetwood Spectateurs : 1 744 Arbitrage : Ross Joyce |

| 27 août 2024 | Shrewsbury Town (3)    | 0 - 2   | Bolton Wanderers (3)                  |                                                                   |                                                                   |
| 20h45        |                        | (0 - 0) | 52e Osei-Tutu · 65e Charles ( McAtee) | New Meadow, Shrewsbury Spectateurs : 3 220 Arbitrage : Sunny Gill | New Meadow, Shrewsbury Spectateurs : 3 220 Arbitrage : Sunny Gill |
| 20h45        | Hoole 62e · Pierre 70e | Rapport |                                       | New Meadow, Shrewsbury Spectateurs : 3 220 Arbitrage : Sunny Gill | New Meadow, Shrewsbury Spectateurs : 3 220 Arbitrage : Sunny Gill |

| 27 août 2024 | Barrow AFC (4)                     | 0 - 0 3 - 2 t. a. b. | Derby County (2)                         |                                                                                  |                                                                                  |
| 20h45        |                                    | (0 - 0)              |                                          | Holker Street, Barrow-in-Furness Spectateurs : 3 003 Arbitrage : Seb Stockbridge | Holker Street, Barrow-in-Furness Spectateurs : 3 003 Arbitrage : Seb Stockbridge |
| 20h45        |                                    | Rapport              | 13e Chirewa · 70e Mendez-Laing ·         | Holker Street, Barrow-in-Furness Spectateurs : 3 003 Arbitrage : Seb Stockbridge | Holker Street, Barrow-in-Furness Spectateurs : 3 003 Arbitrage : Seb Stockbridge |
| 20h45        | Jackson · Gotts · Worrall · Spence | Tirs au but 3 - 2    | Mendez-Laing · Brown · Jackson · Forsyth | Holker Street, Barrow-in-Furness Spectateurs : 3 003 Arbitrage : Seb Stockbridge | Holker Street, Barrow-in-Furness Spectateurs : 3 003 Arbitrage : Seb Stockbridge |

| 27 août 2024 | Leicester City (1)                                                            | 4 - 0   | Tranmere Rovers (4) |                                                                            |                                                                            |
| 20h45        | ( Winks) Ayew 38e · Mavididi 51e · ( Ayew) Ndidi 71e · ( Choudhury) Winks 90e | (1 - 0) |                     | King Power Stadium, Leicester Spectateurs : 13 011 Arbitrage : Lewis Smith | King Power Stadium, Leicester Spectateurs : 13 011 Arbitrage : Lewis Smith |
| 20h45        |                                                                               | Rapport | 66e Davies          | King Power Stadium, Leicester Spectateurs : 13 011 Arbitrage : Lewis Smith | King Power Stadium, Leicester Spectateurs : 13 011 Arbitrage : Lewis Smith |

| 27 août 2024 | Barnsley FC (3)         | 1 - 0   | Sheffield United (2) |                                                                       |                                                                       |
| 20h45        | ( Phillips) Watters 52e | (0 - 0) |                      | Oakwell Stadium, Barnsley Spectateurs : 10 739 Arbitrage : Tom Reeves | Oakwell Stadium, Barnsley Spectateurs : 10 739 Arbitrage : Tom Reeves |
| 20h45        | de Gevigney 27e         | Rapport | 39e Marsh            | Oakwell Stadium, Barnsley Spectateurs : 10 739 Arbitrage : Tom Reeves | Oakwell Stadium, Barnsley Spectateurs : 10 739 Arbitrage : Tom Reeves |

| 27 août 2024 | Harrogate Town (4) | 0 - 5   | Preston North End (2)                                                  |                                                                           |                                                                           |
| 20h45        |                    | (0 - 4) | 14e 37e Greenwood · 39e 45+1e 83e Osmajić ( Holmes) ( Potts) ( McCann) | Wetherby Road, Harrogate Spectateurs : 2 570 Arbitrage : Benjamin Speedie | Wetherby Road, Harrogate Spectateurs : 2 570 Arbitrage : Benjamin Speedie |
| 20h45        | O'Connor 13e       | Rapport |                                                                        | Wetherby Road, Harrogate Spectateurs : 2 570 Arbitrage : Benjamin Speedie | Wetherby Road, Harrogate Spectateurs : 2 570 Arbitrage : Benjamin Speedie |

| 27 août 2024 | Walsall FC (4)                          | 3 - 2   | Huddersfield Town (3)                      |                                                                          |                                                                          |
| 20h45        | ( Gordon Lowe 63e 70e · Helik 77e (csc) | (0 - 1) | 16e Koroma ( Wiles) · 53e Ruffels ( Evans) | Bescot Stadium, Walsall Spectateurs : 3 378 Arbitrage : Edward Duckworth | Bescot Stadium, Walsall Spectateurs : 3 378 Arbitrage : Edward Duckworth |
| 20h45        | Jellis 82e                              | Rapport | 22e Ruffels · 42e Pearson · 45+3e Evans    | Bescot Stadium, Walsall Spectateurs : 3 378 Arbitrage : Edward Duckworth | Bescot Stadium, Walsall Spectateurs : 3 378 Arbitrage : Edward Duckworth |

| 28 août 2024 | Wolverhampton Wanderers (1)       | 2 - 0   | Burnley FC (2) |                                                                             |                                                                             |
| 20h30        | ( Lima) ( Podence) Guedes 38e 54e | (1 - 0) |                | Molineux Stadium, Wolverhampton Spectateurs : 19 236 Arbitrage : Josh Smith | Molineux Stadium, Wolverhampton Spectateurs : 19 236 Arbitrage : Josh Smith |
| 20h30        |                                   | Rapport | 73e Roberts    | Molineux Stadium, Wolverhampton Spectateurs : 19 236 Arbitrage : Josh Smith | Molineux Stadium, Wolverhampton Spectateurs : 19 236 Arbitrage : Josh Smith |

| 28 août 2024 | Nottingham Forest (1)                                             | 1 - 1       | Newcastle United (1)                              |                                                                         |                                                                         |
| 21h00        | Silva 50e                                                         | (0 - 1)     | 1re Willock                                       | City Ground, Nottingham Spectateurs : 23 083 Arbitrage : Samuel Allison | City Ground, Nottingham Spectateurs : 23 083 Arbitrage : Samuel Allison |
| 21h00        | Silva 53e · Abbott 54e · Moreno 72e · Domínguez 77e · Sangaré 88e | Rapport     | 53e Guimarães · 67e Hall ·                        | City Ground, Nottingham Spectateurs : 23 083 Arbitrage : Samuel Allison | City Ground, Nottingham Spectateurs : 23 083 Arbitrage : Samuel Allison |
| 21h00        | Hudson-Odoi · Milenković · Williams · Sangaré · Awoniyi           | Tirs au but | Isak · Joelinton · Guimarães · Gordon · Longstaff | City Ground, Nottingham Spectateurs : 23 083 Arbitrage : Samuel Allison | City Ground, Nottingham Spectateurs : 23 083 Arbitrage : Samuel Allison |

#### Section sud
| 27 août 2024 | Coventry City (2)           | 1 - 0   | Oxford United (2) |                                                                                        |                                                                                        |
| 20h45        | ( Palmer) Thomas-Asante 57e | (0 - 0) |                   | Coventry Building Society Arena, Coventry Spectateurs : 11 808 Arbitrage : Will Finnie | Coventry Building Society Arena, Coventry Spectateurs : 11 808 Arbitrage : Will Finnie |
| 20h45        | Rapport                     |         |                   | Coventry Building Society Arena, Coventry Spectateurs : 11 808 Arbitrage : Will Finnie | Coventry Building Society Arena, Coventry Spectateurs : 11 808 Arbitrage : Will Finnie |

| 28 août 2024 | Swansea City (2) | 0 - 1   | Wycombe Wanderers (3)      |                                                                        |                                                                        |
| 20h45        |                  | (0 - 1) | 40e Kone ( Butcher)        | Swansea.com Stadium, Swansea Spectateurs : 6 000 Arbitrage : Ben Toner | Swansea.com Stadium, Swansea Spectateurs : 6 000 Arbitrage : Ben Toner |
| 20h45        | Bianchini 36e    | Rapport | 85e Harvie · 86e Hartridge | Swansea.com Stadium, Swansea Spectateurs : 6 000 Arbitrage : Ben Toner | Swansea.com Stadium, Swansea Spectateurs : 6 000 Arbitrage : Ben Toner |

| 27 août 2024 | Watford FC (2)                             | 2 - 0   | Plymouth Argyle (2) |                                                                    |                                                                    |
| 20h45        | ( Porteous) Rajović 17e 72e                | (1 - 0) |                     | Vicarage Road, Watford Spectateurs : 8 319 Arbitrage : Andy Davies | Vicarage Road, Watford Spectateurs : 8 319 Arbitrage : Andy Davies |
| 20h45        | Morris 41e · Dele-Bashiru 45e · Tikvic 84e | Rapport | 45+1e Houghton      | Vicarage Road, Watford Spectateurs : 8 319 Arbitrage : Andy Davies | Vicarage Road, Watford Spectateurs : 8 319 Arbitrage : Andy Davies |

| 27 août 2024 | Queens Park Rangers (2)                | 1 - 1 4 - 1 t. a. b. | Luton Town (2)             |                                                                    |                                                                    |
| 20h45        | Santos 11e                             | (1 - 1)              | 16e Zack Nelson ( Morris)  | Loftus Road, Londres Spectateurs : 7 132 Arbitrage : Leigh Doughty | Loftus Road, Londres Spectateurs : 7 132 Arbitrage : Leigh Doughty |
| 20h45        | Santos 33e · Colback 48e · Celar 84e   | Rapport              | 40e Walters · 72e Morris · | Loftus Road, Londres Spectateurs : 7 132 Arbitrage : Leigh Doughty | Loftus Road, Londres Spectateurs : 7 132 Arbitrage : Leigh Doughty |
| 20h45        | Celar · Dembélé · Clarke-Salter · Paal | Tirs au but 4 - 1    | Woodrow · Doughty · Chong  | Loftus Road, Londres Spectateurs : 7 132 Arbitrage : Leigh Doughty | Loftus Road, Londres Spectateurs : 7 132 Arbitrage : Leigh Doughty |

| 27 août 2024 | Brighton & Hove Albion (1)                                                              | 4 - 0   | Crawley Town (3)                                       |                                                                        |                                                                        |
| 20h45        | ( Baleba) Adingra 31e · ( Enciso) Sarmiento 48e · ( Peupion) Webster 84e · O'Mahony 86e | (1 - 0) |                                                        | Falmer Stadium, Falmer Spectateurs : 19 175 Arbitrage : Alex Chilowicz | Falmer Stadium, Falmer Spectateurs : 19 175 Arbitrage : Alex Chilowicz |
| 20h45        | Ayari 43e · Julio 60e                                                                   | Rapport | 16e Williams · 33e Mullarkey · 68e Bragg · 90+1e Roles | Falmer Stadium, Falmer Spectateurs : 19 175 Arbitrage : Alex Chilowicz | Falmer Stadium, Falmer Spectateurs : 19 175 Arbitrage : Alex Chilowicz |

| 27 août 2024 | Millwall FC (2)            | 0 - 1   | Leyton Orient (3)                                       |                                                             |                                                             |
| 20h45        |                            | (0 - 1) | 14e Agyei ( Jaiyesimi)                                  | The Den, Londres Spectateurs : 5 875 Arbitrage : David Rock | The Den, Londres Spectateurs : 5 875 Arbitrage : David Rock |
| 20h45        | Wallace 26e · McNamara 58e | Rapport | 25e Pratley · 65e Jaiyesimi · 78e Sweeney · 82e O'Neill | The Den, Londres Spectateurs : 5 875 Arbitrage : David Rock | The Den, Londres Spectateurs : 5 875 Arbitrage : David Rock |

| 27 août 2024 | Birmingham City (3) | 0 - 2   | Fulham FC (1)                                   |                                                                       |                                                                       |
| 21h00        |                     | (0 - 2) | 10e (pen.) Jiménez · 14e Stansfield ( Andersen) | St Andrew's, Birmingham Spectateurs : 11 949 Arbitrage : Keith Stroud | St Andrew's, Birmingham Spectateurs : 11 949 Arbitrage : Keith Stroud |
| 21h00        | May 56e             | Rapport | 49e Reed · 90+1e Traoré                         | St Andrew's, Birmingham Spectateurs : 11 949 Arbitrage : Keith Stroud | St Andrew's, Birmingham Spectateurs : 11 949 Arbitrage : Keith Stroud |

| 27 août 2024 | Crystal Palace (1)                                                  | 4 - 0   | Norwich City (2) |                                                                         |                                                                         |
| 21h00        | ( Mateta) Kamada 2e · ( Kamada) Mateta 57e 68e · ( Wharton) Eze 84e | (1 - 0) |                  | Selhurst Park, Londres Spectateurs : 12 503 Arbitrage : Matthew Donohue | Selhurst Park, Londres Spectateurs : 12 503 Arbitrage : Matthew Donohue |
| 21h00        | Muñoz 76e · Lerma 88e                                               | Rapport |                  | Selhurst Park, Londres Spectateurs : 12 503 Arbitrage : Matthew Donohue | Selhurst Park, Londres Spectateurs : 12 503 Arbitrage : Matthew Donohue |

| 28 août 2024 | AFC Wimbledon (4)                                  | 2 - 2 4 - 2 t. a. b. | Ipswich Town (1)                                  |                                                                        |                                                                        |
| 20h45        | ( Reeves) Bugiel 40e · ( Reeves) Stevens 56e       | (1 - 1)              | 3e Al-Hamadi ( Townsend) · 86e Chaplin ( Burgess) | Plough Lane, Wimbledon Spectateurs : 7 934 Arbitrage : James Linington | Plough Lane, Wimbledon Spectateurs : 7 934 Arbitrage : James Linington |
| 20h45        | Lewis 61e · Johnson 73e                            | Rapport              | 81e Burgess · 90+4e Delap ·                       | Plough Lane, Wimbledon Spectateurs : 7 934 Arbitrage : James Linington | Plough Lane, Wimbledon Spectateurs : 7 934 Arbitrage : James Linington |
| 20h45        | Pigott · Stevens · Reeves · Biler · Isaac Ogundere | Tirs au but 4 - 2    | Delap · Burgess · Taylor · Hutchinson             | Plough Lane, Wimbledon Spectateurs : 7 934 Arbitrage : James Linington | Plough Lane, Wimbledon Spectateurs : 7 934 Arbitrage : James Linington |

| 28 août 2024 | West Ham United (1)                          | 1 - 0   | AFC Bournemouth (1)       |                                                                         |                                                                         |
| 20h45        | ( Kudus) Bowen 88e                           | (0 - 0) |                           | Stade de Londres, Londres Spectateurs : 47 381 Arbitrage : Peter Bankes | Stade de Londres, Londres Spectateurs : 47 381 Arbitrage : Peter Bankes |
| 20h45        | Todibo 28e · Wan-Bissaka 52e · Fabiański 78e | Rapport | 30e Scott · 66e Evanilson | Stade de Londres, Londres Spectateurs : 47 381 Arbitrage : Peter Bankes | Stade de Londres, Londres Spectateurs : 47 381 Arbitrage : Peter Bankes |

| 28 août 2024 | Cardiff City (2)                                               | 3 - 5   | Southampton FC (1)                                                                                          |                                                                         |                                                                         |
| 20h45        | ( Reindorf) Colwill 21e · Edwards 48e · ( Conte) Robertson 57e | (1 - 2) | 10e Fernandes ( Dibling) · 30e Amo-Ameyaw ( Taylor) · 55e 90+4e Archer ( Fernandes) ( Dibling) · 90+1e Bree | Cardiff City Stadium, Cardiff Spectateurs : 7 225 Arbitrage : Tom Nield | Cardiff City Stadium, Cardiff Spectateurs : 7 225 Arbitrage : Tom Nield |
| 20h45        | Colwill 36e · Fagan-Walcott 89e                                | Rapport | 53e Dibling · 69e Bree · 73e Wood                                                                           | Cardiff City Stadium, Cardiff Spectateurs : 7 225 Arbitrage : Tom Nield | Cardiff City Stadium, Cardiff Spectateurs : 7 225 Arbitrage : Tom Nield |

| 28 août 2024 | Colchester United (4)        | 0 - 1   | Brentford FC (1)           |                                                                                      |                                                                                      |
| 20h45        |                              | (0 - 1) | 45e Lewis-Potter ( Schade) | Colchester Community Stadium, Colchester Spectateurs : 6 716 Arbitrage : Paul Howard | Colchester Community Stadium, Colchester Spectateurs : 6 716 Arbitrage : Paul Howard |
| 20h45        | Ihionvien 71e · Tovide 90+4e | Rapport | 83e Lewis-Potter           | Colchester Community Stadium, Colchester Spectateurs : 6 716 Arbitrage : Paul Howard | Colchester Community Stadium, Colchester Spectateurs : 6 716 Arbitrage : Paul Howard |

### Troisième tour (1/16 de finale)
Le tirage au sort a lieu le 28 août 2024.
| 17 septembre 2024 | Stoke City (2)                                               | 1 - 1 2 - 1 t. a. b. | Fleetwood Town (4)                            |                                                                             |                                                                             |
| 20h30             | ( Sidibe) Rose 54e                                           | (0 - 0)              | 90+1e Bennett ( Patterson)                    | Bet365 Stadium, Stoke-on-Trent Spectateurs : 8 927 Arbitrage : Tim Robinson | Bet365 Stadium, Stoke-on-Trent Spectateurs : 8 927 Arbitrage : Tim Robinson |
| 20h30             | Thompson 18e · Bae J.-H. 33e · Manhoef 45+4e · Johansson 89e | Rapport              | 28e Helm · 45+4e Mayor · 57e Bolton ·         | Bet365 Stadium, Stoke-on-Trent Spectateurs : 8 927 Arbitrage : Tim Robinson | Bet365 Stadium, Stoke-on-Trent Spectateurs : 8 927 Arbitrage : Tim Robinson |
| 20h30             | Cannon · Tezgel · Sidibe · Burger                            | Tirs au but 2 - 1    | Patterson · Graydon · Odubeko · Bonds · Broom | Bet365 Stadium, Stoke-on-Trent Spectateurs : 8 927 Arbitrage : Tim Robinson | Bet365 Stadium, Stoke-on-Trent Spectateurs : 8 927 Arbitrage : Tim Robinson |

| 17 septembre 2024 | Blackpool FC (3)         | 0 - 1   | Sheffield Wednesday (2)                                 |                                                                        |                                                                        |
| 20h45             |                          | (0 - 1) | 34e Bernard ( Smith)                                    | Bloomfield Road, Blackpool Spectateurs : 5 429 Arbitrage : Thomas Kirk | Bloomfield Road, Blackpool Spectateurs : 5 429 Arbitrage : Thomas Kirk |
| 20h45             | Beesley 63e · Morgan 68e | Rapport | 31e Musaba · 74e Valentín · 88e Charles · 90+1e Gassama | Bloomfield Road, Blackpool Spectateurs : 5 429 Arbitrage : Thomas Kirk | Bloomfield Road, Blackpool Spectateurs : 5 429 Arbitrage : Thomas Kirk |

| 17 septembre 2024 | Brentford FC (1)                                                    | 3 - 1   | Leyton Orient (3)             |                                                                                 |                                                                                 |
| 20h45             | Carvalho 17e · ( Carvalho) Damsgaard 26e · ( Carvalho) Nørgaard 45e | (3 - 1) | 11e Cooper ( James)           | Gtech Community Stadium, Brentford Spectateurs : 13 634 Arbitrage : Lewis Smith | Gtech Community Stadium, Brentford Spectateurs : 13 634 Arbitrage : Lewis Smith |
| 20h45             | Nørgaard 60e                                                        | Rapport | 39e Donley · 42e, 69e Simpson | Gtech Community Stadium, Brentford Spectateurs : 13 634 Arbitrage : Lewis Smith | Gtech Community Stadium, Brentford Spectateurs : 13 634 Arbitrage : Lewis Smith |

| 17 septembre 2024 | Everton FC (1)                                         | 1 - 1 5 - 6 t. a. b. | Southampton FC (1)                                                  |                                                                       |                                                                       |
| 20h45             | ( Keane) Doucouré 20e                                  | (1 - 1)              | 32e Harwood-Bellis ( Taylor)                                        | Goodison Park, Liverpool Spectateurs : 33 842 Arbitrage : Darren Bond | Goodison Park, Liverpool Spectateurs : 33 842 Arbitrage : Darren Bond |
| 20h45             | Dixon 31e · Harrison 74e · Lindstrøm 86e               | Rapport              | 27e Armstrong ·                                                     | Goodison Park, Liverpool Spectateurs : 33 842 Arbitrage : Darren Bond | Goodison Park, Liverpool Spectateurs : 33 842 Arbitrage : Darren Bond |
| 20h45             | Keane · McNeil · Ndiaye · Lindstrøm · Harrison · Young | Tirs au but 5 - 6    | Fernandes · Stewart · Brereton Díaz · Harwood-Bellis · Aribo · Bree | Goodison Park, Liverpool Spectateurs : 33 842 Arbitrage : Darren Bond | Goodison Park, Liverpool Spectateurs : 33 842 Arbitrage : Darren Bond |

| 17 septembre 2024 | Preston North End (2) | 1 - 1 16 - 15 t. a. b. | Fulham FC (1) |                                                                 |                                                                 |
| 20h45             | Ledson 35e | (1 - 0)                | 61e Nelson ( Sessegnon) | Deepdale, Preston Spectateurs : 5 530 Arbitrage : Robert Madley | Deepdale, Preston Spectateurs : 5 530 Arbitrage : Robert Madley |
| 20h45             | | Rapport                | 17e Diop · | Deepdale, Preston Spectateurs : 5 530 Arbitrage : Robert Madley | Deepdale, Preston Spectateurs : 5 530 Arbitrage : Robert Madley |
| 20h45             | Whiteman · Greenwood · Okkels · McCann · Osmajić · Ledson · Lindsay · Storey · Kesler-Hayden · Hughes · Woodman · Whiteman · Greenwood · Okkels · McCann · Osmajić · Ledson | Tirs au but 16 - 15    | Jiménez · Lukić · Berge · Iwobi · Sessegnon · Castagne · Smith-Rowe · Diop · Cuenca · Godo · Benda · Jiménez · Lukić · Berge · Iwobi · Sessegnon · Castagne | Deepdale, Preston Spectateurs : 5 530 Arbitrage : Robert Madley | Deepdale, Preston Spectateurs : 5 530 Arbitrage : Robert Madley |

| 17 septembre 2024 | Queens Park Rangers (2)                          | 1 - 2   | Crystal Palace (1)                         |                                                                   |                                                                   |
| 20h45             | Field 53e                                        | (0 - 1) | 16e Nketiah ( Eze) · 64e Eze ( Kamada)     | Loftus Road, Londres Spectateurs : 13 945 Arbitrage : Sunny Singh | Loftus Road, Londres Spectateurs : 13 945 Arbitrage : Sunny Singh |
| 20h45             | Varane 27e · Ashby 58e · Smyth 75e · Field 90+5e | Rapport | 29e Kamada · 55e Nketiah · 90+1e Henderson | Loftus Road, Londres Spectateurs : 13 945 Arbitrage : Sunny Singh | Loftus Road, Londres Spectateurs : 13 945 Arbitrage : Sunny Singh |

| 17 septembre 2024 | Manchester United (1)                                                                                    | 7 - 0   | Barnsley FC (3)                             |                                                                        |                                                                        |
| 21h00             | ( Garnacho) Rashford 16e 58e · Antony 35e · ( Eriksen) Garnacho 45+2e 49e · ( Fernandes) Eriksen 81e 85e | (3 - 0) |                                             | Old Trafford, Manchester Spectateurs : 72 063 Arbitrage : Lee Venamore | Old Trafford, Manchester Spectateurs : 72 063 Arbitrage : Lee Venamore |
| 21h00             | | Rapport | 34e Slonina · 72e Humphrys · 90+3e O'Keeffe | Old Trafford, Manchester Spectateurs : 72 063 Arbitrage : Lee Venamore | Old Trafford, Manchester Spectateurs : 72 063 Arbitrage : Lee Venamore |

| 18 septembre 2024 | Brighton & Hove Albion (1)                                               | 3 - 2   | Wolverhampton Wanderers (1)                          |                                                                                |                                                                                |
| 20h45             | Baleba 14e · ( Webster) Adingra 31e · Kadıoğlu 85e                       | (2 - 1) | 44e Guedes ( Doherty) · 90+1e Doyle ( Strand Larsen) | Falmer Stadium, Brighton and Hove Spectateurs : 16 018 Arbitrage : John Brooks | Falmer Stadium, Brighton and Hove Spectateurs : 16 018 Arbitrage : John Brooks |
| 20h45             | Estupiñán 36e · Hinshelwood 47e · Ferguson 62e · Moder 68e · Webster 90e | Rapport | 45+1e Sarabia · 75e Doyle                            | Falmer Stadium, Brighton and Hove Spectateurs : 16 018 Arbitrage : John Brooks | Falmer Stadium, Brighton and Hove Spectateurs : 16 018 Arbitrage : John Brooks |

| 18 septembre 2024 | Coventry City (2)                                          | 1 - 2   | Tottenham Hotspur (1)                                 |                                                                                           |                                                                                           |
| 21h00             | ( Bassette) Thomas-Asante 63e                              | (0 - 0) | 88e Spence ( Kulusevski) · 90+2e Johnson ( Bentancur) | Coventry Building Society Arena, Coventry Spectateurs : 24 616 Arbitrage : Darren England | Coventry Building Society Arena, Coventry Spectateurs : 24 616 Arbitrage : Darren England |
| 21h00             | Binks 25e · Allen 57e · Kitching 86e · Thomas-Asante 90+4e | Rapport | 90e Maddison                                          | Coventry Building Society Arena, Coventry Spectateurs : 24 616 Arbitrage : Darren England | Coventry Building Society Arena, Coventry Spectateurs : 24 616 Arbitrage : Darren England |

| 24 septembre 2024 | Manchester City (1)                      | 2 - 1   | Watford FC (2)          |                                                                        |                                                                        |
| 20h45             | ( Grealish) Doku 5e · ( Lewis) Nunes 38e | (2 - 0) | 86e Ince ( Chakvetadze) | Etihad Stadium, Manchester Spectateurs : 40 584 Arbitrage : David Webb | Etihad Stadium, Manchester Spectateurs : 40 584 Arbitrage : David Webb |
| 20h45             | Rapport                                  |         |                         | Etihad Stadium, Manchester Spectateurs : 40 584 Arbitrage : David Webb | Etihad Stadium, Manchester Spectateurs : 40 584 Arbitrage : David Webb |

| 24 septembre 2024 | Chelsea FC (1)                                                              | 5 - 0   | Barrow AFC (4) |                                                                            |                                                                            |
| 20h45             | ( Félix) ( Gusto) Nkunku 8e 15e 75e · Farman 28e (csc) · ( Mudryk) Neto 48e | (3 - 0) |                | Stamford Bridge, Londres Spectateurs : 38 868 Arbitrage : Olivier Langford | Stamford Bridge, Londres Spectateurs : 38 868 Arbitrage : Olivier Langford |
| 20h45             | Rapport                                                                     |         |                | Stamford Bridge, Londres Spectateurs : 38 868 Arbitrage : Olivier Langford | Stamford Bridge, Londres Spectateurs : 38 868 Arbitrage : Olivier Langford |

| 24 septembre 2024 | Walsall FC (4)                         | 0 - 0 0 - 3 t. a. b. | Leicester City (1)           |                                                                   |                                                                   |
| 20h45             |                                        | (0 - 0)              |                              | Bescot Stadium, Walsall Spectateurs : 8 010 Arbitrage : Tom Nield | Bescot Stadium, Walsall Spectateurs : 8 010 Arbitrage : Tom Nield |
| 20h45             | Weir 83e · Jellis 90+1e · Gordon 90+5e | Rapport              | 61e Buonanotte · 88e Okoli · | Bescot Stadium, Walsall Spectateurs : 8 010 Arbitrage : Tom Nield | Bescot Stadium, Walsall Spectateurs : 8 010 Arbitrage : Tom Nield |
| 20h45             | Allen · David Okagbue · Gordon         | Tirs au but 0 - 3    | Pereira · Coady · Skipp      | Bescot Stadium, Walsall Spectateurs : 8 010 Arbitrage : Tom Nield | Bescot Stadium, Walsall Spectateurs : 8 010 Arbitrage : Tom Nield |

| 24 septembre 2024 | Wycombe Wanderers (3) | 1 - 2   | Aston Villa (1)                |                                                                     |                                                                     |
| 21h00             | Kone 90+5e            | (0 - 0) | 55e Buendía · 85e (pen.) Durán | Adams Park, High Wycombe Spectateurs : 8 158 Arbitrage : John Busby | Adams Park, High Wycombe Spectateurs : 8 158 Arbitrage : John Busby |
| 21h00             | Bakinson 53e          | Rapport |                                | Adams Park, High Wycombe Spectateurs : 8 158 Arbitrage : John Busby | Adams Park, High Wycombe Spectateurs : 8 158 Arbitrage : John Busby |

| 25 septembre 2024 | Arsenal FC (1)                                                           | 5 - 1   | Bolton Wanderers (3)  |                                                                       |                                                                       |
| 20h45             | Rice 16e · ( Sterling Rice) Nwaneri 37e 49e · Sterling 64e · Havertz 77e | (2 - 0) | 53e Collins ( McAtee) | Emirates Stadium, Londres Spectateurs : 59 056 Arbitrage : Josh Smith | Emirates Stadium, Londres Spectateurs : 59 056 Arbitrage : Josh Smith |
| 20h45             | Calafiori 34e                                                            | Rapport |                       | Emirates Stadium, Londres Spectateurs : 59 056 Arbitrage : Josh Smith | Emirates Stadium, Londres Spectateurs : 59 056 Arbitrage : Josh Smith |

| 25 septembre 2024 | Liverpool FC (1)                                                    | 5 - 1   | West Ham United (1)            |                                                                 |                                                                 |
| 21h00             | ( Chiesa Jones) Jota 25e 49e · Salah 74e · ( Núñez) Gakpo 90e 90+3e | (1 - 1) | 21e (csc) Quansah              | Anfield, Liverpool Spectateurs : 60 044 Arbitrage : Andy Madley | Anfield, Liverpool Spectateurs : 60 044 Arbitrage : Andy Madley |
| 21h00             | Quansah 63e                                                         | Rapport | 67e, 76e Álvarez · 70e Paquetá | Anfield, Liverpool Spectateurs : 60 044 Arbitrage : Andy Madley | Anfield, Liverpool Spectateurs : 60 044 Arbitrage : Andy Madley |

| 1er octobre 2024 | Newcastle United (1) | 1 - 0   | AFC Wimbledon (4)           |                                                                                  |                                                                                  |
| 20h45            | Schär 45+1e (pen.)   | (1 - 0) |                             | St James' Park, Newcastle upon Tyne Spectateurs : 51 739 Arbitrage : Darren Bond | St James' Park, Newcastle upon Tyne Spectateurs : 51 739 Arbitrage : Darren Bond |
| 20h45            | Longstaff 55e        | Rapport | 45+1e Biler · 52e Hippolyte | St James' Park, Newcastle upon Tyne Spectateurs : 51 739 Arbitrage : Darren Bond | St James' Park, Newcastle upon Tyne Spectateurs : 51 739 Arbitrage : Darren Bond |

### Quatrième tour (1/8 de finale)
Le tirage au sort a lieu le 25 septembre 2024,.
| 29 octobre 2024 | Southampton FC (1)                                                            | 3 - 2   | Stoke City (2)            |                                                                             |                                                                             |
| 20h45           | ( Fernandes) Harwood-Bellis 19e · Armstrong 35e (pen.) · ( Sulemana) Bree 88e | (2 - 1) | 45e Phillips · 54e Cannon | St Mary's Stadium, Southampton Spectateurs : 16 092 Arbitrage : Lewis Smith | St Mary's Stadium, Southampton Spectateurs : 16 092 Arbitrage : Lewis Smith |
| 20h45           | Armstrong 67e · Cornet 90+2e                                                  | Rapport | 66e Tchamadeu             | St Mary's Stadium, Southampton Spectateurs : 16 092 Arbitrage : Lewis Smith | St Mary's Stadium, Southampton Spectateurs : 16 092 Arbitrage : Lewis Smith |

| 29 octobre 2024 | Brentford FC (1)                                   | 1 - 1 5 - 4 t. a. b. | Sheffield Wednesday (2)                   |                                                                                 |                                                                                 |
| 21h00           | Schade 11e                                         | (1 - 0)              | 57e Gassama                               | Gtech Community Stadium, Brentford Spectateurs : 16 701 Arbitrage : Will Finnie | Gtech Community Stadium, Brentford Spectateurs : 16 701 Arbitrage : Will Finnie |
| 21h00           |                                                    | Rapport              | 90e Smith ·                               | Gtech Community Stadium, Brentford Spectateurs : 16 701 Arbitrage : Will Finnie | Gtech Community Stadium, Brentford Spectateurs : 16 701 Arbitrage : Will Finnie |
| 21h00           | Mbeumo · Lewis-Potter · Damsgaard · Wissa · Janelt | Tirs au but 5 - 4    | Smith · Windass · Lowe · Johnson · Palmer | Gtech Community Stadium, Brentford Spectateurs : 16 701 Arbitrage : Will Finnie | Gtech Community Stadium, Brentford Spectateurs : 16 701 Arbitrage : Will Finnie |

| 30 octobre 2024 | Brighton & Hove Albion (1) | 2 - 3   | Liverpool FC (1)                   |                                                           |                                                           |
| 20h30           | Adingra 81e · Lamptey 90e  | (0 - 0) | 46e 63e Gakpo ( Morton) · 85e Díaz | Falmer Stadium, Brighton and Hove Arbitrage : Darren Bond | Falmer Stadium, Brighton and Hove Arbitrage : Darren Bond |
| 20h30           |                            | Rapport | 51e Endō · 90+2e Konaté            | Falmer Stadium, Brighton and Hove Arbitrage : Darren Bond | Falmer Stadium, Brighton and Hove Arbitrage : Darren Bond |

| 30 octobre 2024 | Aston Villa (1)        | 1 - 2   | Crystal Palace (1)                                  |                                                   |                                                   |
| 20h45           | ( Bailey) Durán 23e    | (1 - 1) | 8e Eze ( Muñoz) · 64e Kamada                        | Villa Park, Birmingham Arbitrage : Samuel Barrott | Villa Park, Birmingham Arbitrage : Samuel Barrott |
| 20h45           | Carlos 67e · Mings 89e | Rapport | 76e Mateta · 78e Hughes · 90+1e Muñoz · 90+4e Guehi | Villa Park, Birmingham Arbitrage : Samuel Barrott | Villa Park, Birmingham Arbitrage : Samuel Barrott |

| 30 octobre 2024 | Manchester United (1)                                                    | 5 - 2   | Leicester City (1)             |                                                                       |                                                                       |
| 20h45           | ( Garnacho) Casemiro 15e 39e · ( Dalot) Garnacho 28e · Fernandes 36e 59e | (4 - 2) | 33e El Khannouss · 45+3e Coady | Old Trafford, Manchester Spectateurs : 73 470 Arbitrage : Andy Madley | Old Trafford, Manchester Spectateurs : 73 470 Arbitrage : Andy Madley |
| 20h45           |                                                                          | Rapport | 20e Okoli                      | Old Trafford, Manchester Spectateurs : 73 470 Arbitrage : Andy Madley | Old Trafford, Manchester Spectateurs : 73 470 Arbitrage : Andy Madley |

| 30 octobre 2024 | Newcastle United (1)                              | 2 - 0   | Chelsea FC (1)             |                                                                                     |                                                                                     |
| 20h45           | ( Tonali) Isak 23e · Disasi 26e (csc)             | (2 - 0) |                            | St James' Park, Newcastle upon Tyne Spectateurs : 51 934 Arbitrage : Chris Kavanagh | St James' Park, Newcastle upon Tyne Spectateurs : 51 934 Arbitrage : Chris Kavanagh |
| 20h45           | Schär 16e · Longstaff 19e · Gordon 52e · Pope 55e | Rapport | 29e Badiashile · 85e Félix | St James' Park, Newcastle upon Tyne Spectateurs : 51 934 Arbitrage : Chris Kavanagh | St James' Park, Newcastle upon Tyne Spectateurs : 51 934 Arbitrage : Chris Kavanagh |

| 30 octobre 2024 | Preston North End (2)                                        | 0 - 3   | Arsenal FC (1)                                                     |                                                                 |                                                                 |
| 20h45           |                                                              | (0 - 2) | 24e Jesus ( Kiwior) · 33e Nwaneri ( Jesus) · 57e Havertz ( Kiwior) | Deepdale, Preston Spectateurs : 21 811 Arbitrage : Peter Bankes | Deepdale, Preston Spectateurs : 21 811 Arbitrage : Peter Bankes |
| 20h45           | Hayden 23e · Hughes 55e · Þórðarson 73e · Frøkjær-Jensen 83e | Rapport |                                                                    | Deepdale, Preston Spectateurs : 21 811 Arbitrage : Peter Bankes | Deepdale, Preston Spectateurs : 21 811 Arbitrage : Peter Bankes |

| 30 octobre 2024 | Tottenham Hotspur (1)                            | 2 - 1   | Manchester City (1)    |                                                                                  |                                                                                  |
| 21h15           | ( Kulusevski) Werner 5e · ( Kulusevski) Sarr 25e | (2 - 1) | 45+4e Nunes ( Savinho) | Tottenham Hotspur Stadium, Londres Spectateurs : 60 797 Arbitrage : Robert Jones | Tottenham Hotspur Stadium, Londres Spectateurs : 60 797 Arbitrage : Robert Jones |
| 21h15           | Sarr 23e · Bissouma 53e · Gray 90e               | Rapport |                        | Tottenham Hotspur Stadium, Londres Spectateurs : 60 797 Arbitrage : Robert Jones | Tottenham Hotspur Stadium, Londres Spectateurs : 60 797 Arbitrage : Robert Jones |

### Cinquième tour (1/4 de finale)
Le tirage au sort a lieu le 30 octobre 2024.
| 18 décembre 2024 | Arsenal FC (1)                        | 3 - 2   | Crystal Palace (1)                            |                                                   |                                                   |
| 20h30            | ( Ødegaard) ( Saka) Jesus 54e 73e 81e | (0 - 1) | 4e Mateta ( Henderson) · 85e Nketiah ( Clyne) | Emirates Stadium, Londres Arbitrage : Andy Madley | Emirates Stadium, Londres Arbitrage : Andy Madley |
| 20h30            | Lewis-Skelly 90e                      | Rapport | 23e Kporha                                    | Emirates Stadium, Londres Arbitrage : Andy Madley | Emirates Stadium, Londres Arbitrage : Andy Madley |

| 18 décembre 2024 | Newcastle United (1)                             | 3 - 1   | Brentford FC (1)      |                                                                                     |                                                                                     |
| 20h45            | ( Gordon) Tonali 9e 43e · ( Guimarães) Schär 69e | (2 - 0) | 90+1e Wissa ( Mbeumo) | St James' Park, Newcastle upon Tyne Spectateurs : 51 765 Arbitrage : Samuel Barrott | St James' Park, Newcastle upon Tyne Spectateurs : 51 765 Arbitrage : Samuel Barrott |
| 20h45            | Schär 17e · Guimarães 38e · Livramento 45+1e     | Rapport | 31e Collins           | St James' Park, Newcastle upon Tyne Spectateurs : 51 765 Arbitrage : Samuel Barrott | St James' Park, Newcastle upon Tyne Spectateurs : 51 765 Arbitrage : Samuel Barrott |

| 18 décembre 2024 | Southampton FC (1)               | 1 - 2   | Liverpool FC (1)                        |                                                                              |                                                                              |
| 21h00            | Archer 59e                       | (0 - 2) | 24e Darwin Núñez · 32e Elliott ( Gakpo) | St Mary's Stadium, Southampton Spectateurs : 26 503 Arbitrage : Simon Hooper | St Mary's Stadium, Southampton Spectateurs : 26 503 Arbitrage : Simon Hooper |
| 21h00            | Downes 57e · Brereton Díaz 90+4e | Rapport | 57e Elliott · 90e McConnell             | St Mary's Stadium, Southampton Spectateurs : 26 503 Arbitrage : Simon Hooper | St Mary's Stadium, Southampton Spectateurs : 26 503 Arbitrage : Simon Hooper |

| 19 décembre 2024 | Tottenham Hotspur (1)                                | 4 - 3   | Manchester United (1)                         |                                                                 |                                                                 |
| 21h00            | ( Spence) Solanke 15e 54e · Kulusevski 46e · Son 88e | (1 - 0) | 63e Zirkzee · 70e Diallo · 90+4e Evans        | Tottenham Hotspur Stadium, Londres Arbitrage : John Brooks (en) | Tottenham Hotspur Stadium, Londres Arbitrage : John Brooks (en) |
| 21h00            | Sarr 23e · Maddison 78e · Bergvall 90+8e             | Rapport | 25e Mazraoui · 88e Bayındır · 90+1e Fernandes | Tottenham Hotspur Stadium, Londres Arbitrage : John Brooks (en) | Tottenham Hotspur Stadium, Londres Arbitrage : John Brooks (en) |

### Demi-finales
Le tirage au sort a lieu le 19 décembre 2024 après le dernier quart de finale entre Tottenham Hotspur et Manchester United.

#### Aller
| 7 janvier 2025 | Arsenal FC (1) | 0 - 2   | Newcastle United (1)                          |                                                                        |                                                                        |
| 21h00          |                | (0 - 1) | 37e Isak ( Murphy) · 51e Gordon               | Emirates Stadium, Londres Spectateurs : 59 125 Arbitrage : John Brooks | Emirates Stadium, Londres Spectateurs : 59 125 Arbitrage : John Brooks |
| 21h00          | Zinchenko 80e  | Rapport | 43e Joelinton · 55e Gordon · 90+5e Livramento | Emirates Stadium, Londres Spectateurs : 59 125 Arbitrage : John Brooks | Emirates Stadium, Londres Spectateurs : 59 125 Arbitrage : John Brooks |

| 8 janvier 2025 | Tottenham Hotspur (1)       | 1 - 0   | Liverpool FC (1) |                                                                                   |                                                                                   |
| 21h00          | ( Solanke) Bergvall 86e     | (0 - 0) |                  | Tottenham Hotspur Stadium, Londres Spectateurs : 59 037 Arbitrage : Suart Attwell | Tottenham Hotspur Stadium, Londres Spectateurs : 59 037 Arbitrage : Suart Attwell |
| 21h00          | Bissouma 32e · Bergvall 68e | Rapport |                  | Tottenham Hotspur Stadium, Londres Spectateurs : 59 037 Arbitrage : Suart Attwell | Tottenham Hotspur Stadium, Londres Spectateurs : 59 037 Arbitrage : Suart Attwell |

#### Retour
| 5 février 2025 | Newcastle United (1)             | 2 - 0   | Arsenal FC (1)                          |                                                                                   |                                                                                   |
| 21h00          | Murphy 19e · ( Schär) Gordon 52e | (1 - 0) |                                         | St James' Park, Newcastle upon Tyne Spectateurs : 52 173 Arbitrage : Simon Hooper | St James' Park, Newcastle upon Tyne Spectateurs : 52 173 Arbitrage : Simon Hooper |
| 21h00          | Guimarães 47e · Schär 90+2e      | Rapport | 42e Havertz · 44e Saliba · 83e Sterling | St James' Park, Newcastle upon Tyne Spectateurs : 52 173 Arbitrage : Simon Hooper | St James' Park, Newcastle upon Tyne Spectateurs : 52 173 Arbitrage : Simon Hooper |

| 6 février 2025 | Liverpool FC (1)                                                                                 | 4 - 0   | Tottenham Hotspur (1) |                                                                  |                                                                  |
| 21h00          | ( Salah) Gakpo 34e · Salah 51e (pen.) · ( Bradley) Szoboszlai 75e · ( Mac Allister) van Dijk 80e | (1 - 0) |                       | Anfield, Liverpool Spectateurs : 60 395 Arbitrage : Craig Pawson | Anfield, Liverpool Spectateurs : 60 395 Arbitrage : Craig Pawson |
| 21h00          | Rapport                                                                                          |         |                       | Anfield, Liverpool Spectateurs : 60 395 Arbitrage : Craig Pawson | Anfield, Liverpool Spectateurs : 60 395 Arbitrage : Craig Pawson |

### Finale
| Liverpool ·   |                     |     |
| Titulaires :  |                     |     |
|               |                     |     |
| 62            | Caoimhín Kelleher   |     |
| 78            | Jarell Quansah      |     |
| 05            | Ibrahima Konaté     | 57e |
| 04            | Virgil van Dijk     |     |
| 26            | Robertson           |     |
| 38            | Ryan Gravenberch    | 74e |
| 10            | Alexis Mac Allister | 67e |
| 08            | Dominik Szoboszlai  |     |
| 11            | Mohamed Salah       |     |
| 07            | Luis Díaz           | 74e |
| 20            | Diogo Jota          | 57e |
|               |                     |     |
| Remplaçants : |                     |     |
| 01            | Alisson             |     |
| 21            | Kóstas Tsimíkas     |     |
| 03            | Wataru Endō         |     |
| 17            | Curtis Jones        | 57e |
| 19            | Harvey Elliott      | 74e |
| 53            | James McConnell     |     |
| 09            | Darwin Núñez        | 57e |
| 14            | Federico Chiesa     | 74e |
| 18            | Cody Gakpo          | 67e |
|               |                     |     |
| Entraîneur :  |                     |     |
| Arne Slot     |                     |     |

| Newcastle United · |                 |     |
| Titulaires :       |                 |     |
|                    |                 |     |
| 22                 | Nick Pope       |     |
| 02                 | Kieran Trippier |     |
| 05                 | Fabian Schär    |     |
| 33                 | Dan Burn        |     |
| 21                 | Tino Livramento |     |
| 39                 | Bruno Guimarães |     |
| 08                 | Sandro Tonali   |     |
| 07                 | Joelinton       |     |
| 23                 | Jacob Murphy    | 90e |
| 14                 | Alexander Isak  | 81e |
| 11                 | Harvey Barnes   | 81e |
|                    |                 |     |
| Remplaçants :      |                 |     |
| 01                 | Martin Dúbravka |     |
| 13                 | Matt Targett    |     |
| 17                 | Emil Krafth     | 90e |
| 28                 | Joe Willock     | 81e |
| 36                 | Sean Longstaff  |     |
| 67                 | Lewis Miley     |     |
| 09                 | Callum Wilson   | 81e |
| 18                 | William Osula   |     |
| 78                 | Sean Neave      |     |
|                    |                 |     |
| Entraîneur :       |                 |     |
| Eddie Howe         |                 |     |

| Liverpool ·   |                     |     |
| Titulaires :  |                     |     |
|               |                     |     |
| 62            | Caoimhín Kelleher   |     |
| 78            | Jarell Quansah      |     |
| 05            | Ibrahima Konaté     | 57e |
| 04            | Virgil van Dijk     |     |
| 26            | Robertson           |     |
| 38            | Ryan Gravenberch    | 74e |
| 10            | Alexis Mac Allister | 67e |
| 08            | Dominik Szoboszlai  |     |
| 11            | Mohamed Salah       |     |
| 07            | Luis Díaz           | 74e |
| 20            | Diogo Jota          | 57e |
|               |                     |     |
| Remplaçants : |                     |     |
| 01            | Alisson             |     |
| 21            | Kóstas Tsimíkas     |     |
| 03            | Wataru Endō         |     |
| 17            | Curtis Jones        | 57e |
| 19            | Harvey Elliott      | 74e |
| 53            | James McConnell     |     |
| 09            | Darwin Núñez        | 57e |
| 14            | Federico Chiesa     | 74e |
| 18            | Cody Gakpo          | 67e |
|               |                     |     |
| Entraîneur :  |                     |     |
| Arne Slot     |                     |     |

| Newcastle United · |                 |     |
| Titulaires :       |                 |     |
|                    |                 |     |
| 22                 | Nick Pope       |     |
| 02                 | Kieran Trippier |     |
| 05                 | Fabian Schär    |     |
| 33                 | Dan Burn        |     |
| 21                 | Tino Livramento |     |
| 39                 | Bruno Guimarães |     |
| 08                 | Sandro Tonali   |     |
| 07                 | Joelinton       |     |
| 23                 | Jacob Murphy    | 90e |
| 14                 | Alexander Isak  | 81e |
| 11                 | Harvey Barnes   | 81e |
|                    |                 |     |
| Remplaçants :      |                 |     |
| 01                 | Martin Dúbravka |     |
| 13                 | Matt Targett    |     |
| 17                 | Emil Krafth     | 90e |
| 28                 | Joe Willock     | 81e |
| 36                 | Sean Longstaff  |     |
| 67                 | Lewis Miley     |     |
| 09                 | Callum Wilson   | 81e |
| 18                 | William Osula   |     |
| 78                 | Sean Neave      |     |
|                    |                 |     |
| Entraîneur :       |                 |     |
| Eddie Howe         |                 |     |

## Nombre d'équipes par division et par tour
| Divisions / Manches                      | Premier tour (35 rencontres) | Deuxième tour (25 rencontres) | 3e tour (1/16 de finale) (16 rencontres) | 4e tour (1/8 de finale) (8 rencontres) | 5e tour (1/4 de finale) (4 rencontres) | Demi-finales (4 rencontres) | Finale (1 rencontres) | Vainqueur     |
| ---------------------------------------- | ---------------------------- | ----------------------------- | ---------------------------------------- | -------------------------------------- | -------------------------------------- | --------------------------- | --------------------- | ------------- |
| Premier League (clubs européens) 7 clubs | Exempté                      | Exempté                       | 7                                        | 7                                      | 4                                      | 3                           | 1                     |               |
| Premier League (non-européens) 13 clubs  | Exempté                      | 13                            | 10                                       | 6                                      | 4                                      | 1                           | 1                     | 1             |
| Championship 24 clubs                    | 22                           | 18                            | 6                                        | 3                                      | Aucune équipe                          | Aucune équipe               | Aucune équipe         | Aucune équipe |
| League One 24 clubs                      | 24                           | 9                             | 5                                        | Aucune équipe                          | Aucune équipe                          | Aucune équipe               | Aucune équipe         | Aucune équipe |
| League Two 24 clubs                      | 24                           | 10                            | 4                                        | Aucune équipe                          | Aucune équipe                          | Aucune équipe               | Aucune équipe         | Aucune équipe |
| Total                                    | 70                           | 50                            | 32                                       | 16                                     | 8                                      | 4                           | 2                     | 1             |